# 朱雪莹
朱雪莹（1998年3月2日—），北京人，中国女子蹦床运动员，主攻网上项目。2013年进入国家队，多次获得世界锦标赛、世界杯系列赛冠军，在2020年东京奥运会上获得女子蹦床项目金牌。

## 生涯
朱雪莹在北京石景山长大，父亲在首钢工作。4岁开始练习竞技体操。7岁进入什刹海体校，曾获得全国少儿体操比赛冠军。但在有机会进入北京体操队时，朱雪莹被查出胯骨骨窝较浅，不宜进行高强度的体操训练，否则甚至有股骨头坏死的风险。但朱雪莹不愿彻底放弃，改练蹦床网上项目，辗转去到天津蹦床队。
2013年，朱雪莹入选国家蹦床队。2014年，获得南京青奥会蹦床单人金牌。2016年，转组到蔡光亮教练门下，成绩大幅度提高，在世界杯系列赛阿罗萨站上获得单人项目亚军，实现国际赛事单人项目的突破。
之后两年，朱雪莹在世界锦标赛上赢得多块金、银牌。但在2018年亚运会队内选拔赛和2019年世锦赛预赛上，两次出现较大失误，陷入一个小低谷。直到2021年，朱雪莹在东京奥运会上表现出色，以56.635分获得女子蹦床项目金牌，成为继何雯娜之后中国第二位女子蹦床奥运冠军。

在杭州第19届亚运会女子蹦床比赛中

| 年份 | 比赛           | 地点           | 项目     | 预赛排名 | 决赛排名 |
| ---- | -------------- | -------------- | -------- | -------- | -------- |
| 2017 | 世界蹦床锦标赛 | 保加利亚索菲亚 | 单人     | 2→3      | 8        |
| 2017 | 世界蹦床锦标赛 | 保加利亚索菲亚 | 双人     | 1        |          |
| 2017 | 世界蹦床锦标赛 | 保加利亚索菲亚 | 团体     | 1        |          |
| 2018 | 世界蹦床锦标赛 | 俄羅斯圣彼得堡 | 单人     | 2→1      |          |
| 2018 | 世界蹦床锦标赛 | 俄羅斯圣彼得堡 | 双人     | 5        | 8        |
| 2018 | 世界蹦床锦标赛 | 俄羅斯圣彼得堡 | 团体全能 | 1        |          |
| 2019 | 世界蹦床锦标赛 | 日本东京       | 单人     | 72       | —        |
| 2019 | 世界蹦床锦标赛 | 日本东京       | 团体     | 1        | 4        |
| 2021 | 奧林匹克運動會 | 日本东京       | 单人     | 1        |          |
| 2022 | 世界蹦床锦标赛 | 保加利亚索菲亚 | 单人     | 4→3      | 4        |
| 2022 | 世界蹦床锦标赛 | 保加利亚索菲亚 | 团体     | 1        |          |
| 2023 | 世界蹦床锦标赛 | 英国伯明翰     | 单人     | 2→2      |          |
| 2023 | 世界蹦床锦标赛 | 英国伯明翰     | 团体     | 1        |          |